# Taça da Liga de 2020–21
A Taça da Liga de 2020–21 (conhecida por Allianz Cup de 2020–21 por motivos de patrocínio) foi a 14.ª edição da Taça da Liga. Participaram nesta edição da Taça da Liga apenas 8 clubes (6 da Primeira Liga e 2 da Segunda Liga). O clube vencedor é, desde a época 2016–17, denominado como "Campeão de Inverno". O campeão desta edição foi o Sporting.

## Formato
O formato da Taça da Liga foi alterado em 2020–21, devido à pandemia de COVID-19. Não haverá fase de grupos, as oito equipas disputarão de imediato os quartos-de-final:
- Quartos de Final: 6 clubes da Primeira Liga e 2 clubes da Segunda Liga, com exceção das 2 equipas B, disputam uma eliminatória a uma só mão.[2]

- Final Four: os vencedores de cada eliminatória apuram-se para a chamada "Final Four", que nesta edição teve lugar na cidade de Leiria. Os jogos das meias-finais e da final foram disputados no Estádio Municipal de Leiria entre 19 e 23 de janeiro de 2021, a uma só mão. Não houve jogo relativo ao 3º lugar.[3]

| Fase                         | Participantes na Eliminatória | Participantes na Eliminatória        |
| Fase                         | Equipas entrando nesta fase | Equipas avançando da fase anterior   |
| ---------------------------- | --- | ------------------------------------ |
| Quartos de Final (8 equipas) | - 6 equipas classificadas do 1° ao 6° lugar à 8ª jornada da Primeira Liga de 2020–21 - 2 equipas classificadas do 1° ao 2° lugar à 10ª jornada da Segunda Liga de 2020–21 |                                      |
| Meias-finais (4 equipas)     | | - 4 vencendores dos quartos de final |
| Final (2 equipas)            | | - 2 vencedores das meias-finais      |

Os jogos nos quartos de final foram agendados da seguinte forma:
- 1º classificado (Primeira Liga) vs. 2º classificado (Liga Portugal 2)
- 2º classificado (Primeira Liga) vs. 1º classificado (Liga Portugal 2)
- 3º classificado (Primeira Liga) vs. 6º classificado (Primeira Liga)
- 4º classificado (Primeira Liga) vs. 5º classificado (Primeira Liga)

Desempates
Nas eliminatórias, após empate no tempo regulamentar segue-se o desempate por grandes penalidades, sem recurso prévio a prolongamento.

## Equipas
Participaram nesta competição as seguintes 8 equipas:
| \| - Sporting (1º) - Paços de Ferreira (5º) \| - Braga (2º) - Vitória de Guimarães (6º) \| - Benfica (3º) - Estoril (1º II) \| - Porto (4º) - Mafra (2º II) \| |                                          |                                  |                              |
| - Sporting (1º) - Paços de Ferreira (5º) | - Braga (2º) - Vitória de Guimarães (6º) | - Benfica (3º) - Estoril (1º II) | - Porto (4º) - Mafra (2º II) |

nº - Posição na liga na altura da qualificação; II - Segunda Liga 

## Calendário
| Ronda            | Ronda            | Data do Sorteio        | Data dos jogos            | Equipas | Jogos |
| ---------------- | ---------------- | ---------------------- | ------------------------- | ------- | ----- |
| Quartos de Final | Quartos de Final |                        | 15-17 de dezembro de 2020 | 8 → 4   | 4     |
| Final Four       | Meias-finais     | 21 de dezembro de 2020 | 19–20 de janeiro de 2021  | 4 → 2   | 2     |
| Final Four       | Final            | 21 de dezembro de 2020 | 23 de janeiro de 2021     | 2 → 1   | 1     |

## Quartos de Final
Entraram nesta fase um total de 6 equipas da Primeira Liga e 2 equipas da Segunda Liga.
| 15 dezembro 2020 | Sporting                             | 2 – 0  | Mafra | Lisboa                                                           |  |
| 20:15            | Andraž Šporar 64' · Bruno Tabata 71' | Report |       | Estádio: Estádio José Alvalade Público: 0 Árbitro: Tiago Martins |  |

| 16 dezembro 2020 | Porto                           | 2 – 1  | Paços de Ferreira       | Porto                                                       |  |
| 18:45            | Malang Sarr 73' · Luis Díaz 80' | Report | Adriano Castanheira 82' | Estádio: Estádio do Dragão Público: 0 Árbitro: António None |  |

| 16 dezembro 2020 | Benfica          | 1 – 1 (4 – 1 pen.) | Vitória de Guimarães | Lisboa                                                      |  |
| 21:00            | Pizzi 83' (pen.) | Report             | Oscar Estupiñan 16'  | Estádio: Estádio da Luz Público: 0 Árbitro: Fábio Veríssimo |  |

| 17 dezembro 2020 | Braga                | 3 – 1  | Estoril          | Braga                                                                |  |
| 20:15            | Paulinho 14' 59' 78' | Report | André Franco 64' | Estádio: Estádio Municipal de Braga Público: 0 Árbitro: Luís Godinho |  |

## Final Four
As meias-finais foram disputadas a 19 e 20 de Janeiro, enquanto que a final foi disputada no dia 23 de Janeiro de 2021. As meias-finais e a final serão realizadas no Estádio Municipal de Leiria. 
|  | Meias-Finais | Meias-Finais | Meias-Finais |       |          | Final    | Final | Final |  |
|  |              |              |              |       |          |          |       |       |  |
|  | Sporting     | Sporting     | 2            |       |          |          |       |       |  |
|  | Sporting     | Sporting     | 2            |       |          |          |       |       |  |
|  | Porto        | Porto        | 1            |       |          |          |       |       |  |
|  | Porto        | Porto        | 1            |       | Sporting | Sporting | 1     |       |  |
|  |              |              |              |       | Sporting | Sporting | 1     |       |  |
|  |              |              | Braga        | Braga | 0        |          |       |       |  |
|  | Braga        | Braga        | Braga        | Braga | 0        | 2        |       |       |  |
|  | Braga        | Braga        |              |       |          |          |       |       |  |
|  | Benfica      | Benfica      | 1            |       |          |          |       |       |  |

## Meias-Finais
As Meias-Finais foram disputadas a 19 e a 20 de Janeiro de 2021.
| 19 Janeiro 2021 | Sporting                | 2 – 1  | Porto             | Leiria                                                                 |  |
| 19:45           | Jovane Cabral 86' 90+4' | Report | Moussa Marega 79' | Estádio: Estádio Municipal de Leiria Público: 0 Árbitro: João Pinheiro |  |

| 20 Janeiro 2021 | Braga                             | 2 – 1  | Benfica          | Leiria                                                                   |  |
| 19:45           | Abel Ruíz 28' · Vitor Tormena 59' | Report | Pizzi 45' (pen.) | Estádio: Estádio Municipal de Leiria Público: 0 Árbitro: Fábio Veríssimo |  |

## Final
A Final foi disputada a 23 de Janeiro de 2021 no Estádio Municipal de Leiria.
| 23 Janeiro 2021 | Sporting        | 1 – 0  | Braga | Estádio Municipal de Leiria                   |
| 19:45           | Pedro Porro 41' | Report |       | Público: 0 Árbitro: Tiago Martins (AF Lisboa) |

## Campeão
| Taça da Liga de 2020–21 |
| ----------------------- |
| Sporting 3.º Título     |